# جاستین هیویش
جاستین هیویش (انگلیسی: Justin Huish؛ زادهٔ ۹ ژانویه ۱۹۷۵) کماندار اهل ایالات متحده آمریکا بود.
وی در مسابقات کشوری و بین‌المللی در مجموع برندهٔ ۲ مدال طلا شده‌است.